# Victoria Cabello - Viaggi pazzeschi
Viaggi pazzeschi è stato un programma televisivo del 2023, trasmesso su TV8, condotto da Victoria Cabello e Paride Vitale.

## Format
Il format del programma consiste nel visitare una città straniera facendosi accompagnare da un italiano residente in tale contesto, chiamato local. I local per ciascuna puntata sono tre e ciascuno di essi dovrà proporre ai presentatori alcune esperienze tipiche del luogo, finalizzate a conoscere meglio la cultura locale. Al termine, i conduttori dovranno decidere quale esperienza vissuta è stata la migliore, scegliendo così il vincitore.

## Edizioni
| Edizione | Anno | Conduzione                       | Periodo        | Periodo        | Puntate |
| Edizione | Anno | Conduzione                       | Inizio         | Fine           | Puntate |
| -------- | ---- | -------------------------------- | -------------- | -------------- | ------- |
| 1ª       | 2023 | Victoria Cabello e Paride Vitale | 23 maggio 2023 | 20 giugno 2023 | 6       |

## Ascolti
| Episodio | Messa in onda  | Località  | Telespettatori | Share | Fonte |
| -------- | -------------- | --------- | -------------- | ----- | ----- |
| 1        | 23 maggio 2023 | Helsinki  | 435.000        | 2,2%  | [ 4 ] |
| 2        | 23 maggio 2023 | Parigi    | 379.000        | 2,6%  | [ 4 ] |
| 3        | 30 maggio 2023 | Berlino   | 513.000        | 2,6%  | [ 5 ] |
| 4        | 6 giugno 2023  | Madrid    | 414.000        | 2,2%  | [ 6 ] |
| 5        | 13 giugno 2023 | Marrakech | 533.000        | 3,00% | [ 7 ] |
| 6        | 20 giugno 2023 | Liverpool | 378.000        | 2,7%  | [ 8 ] |